# Sjoti

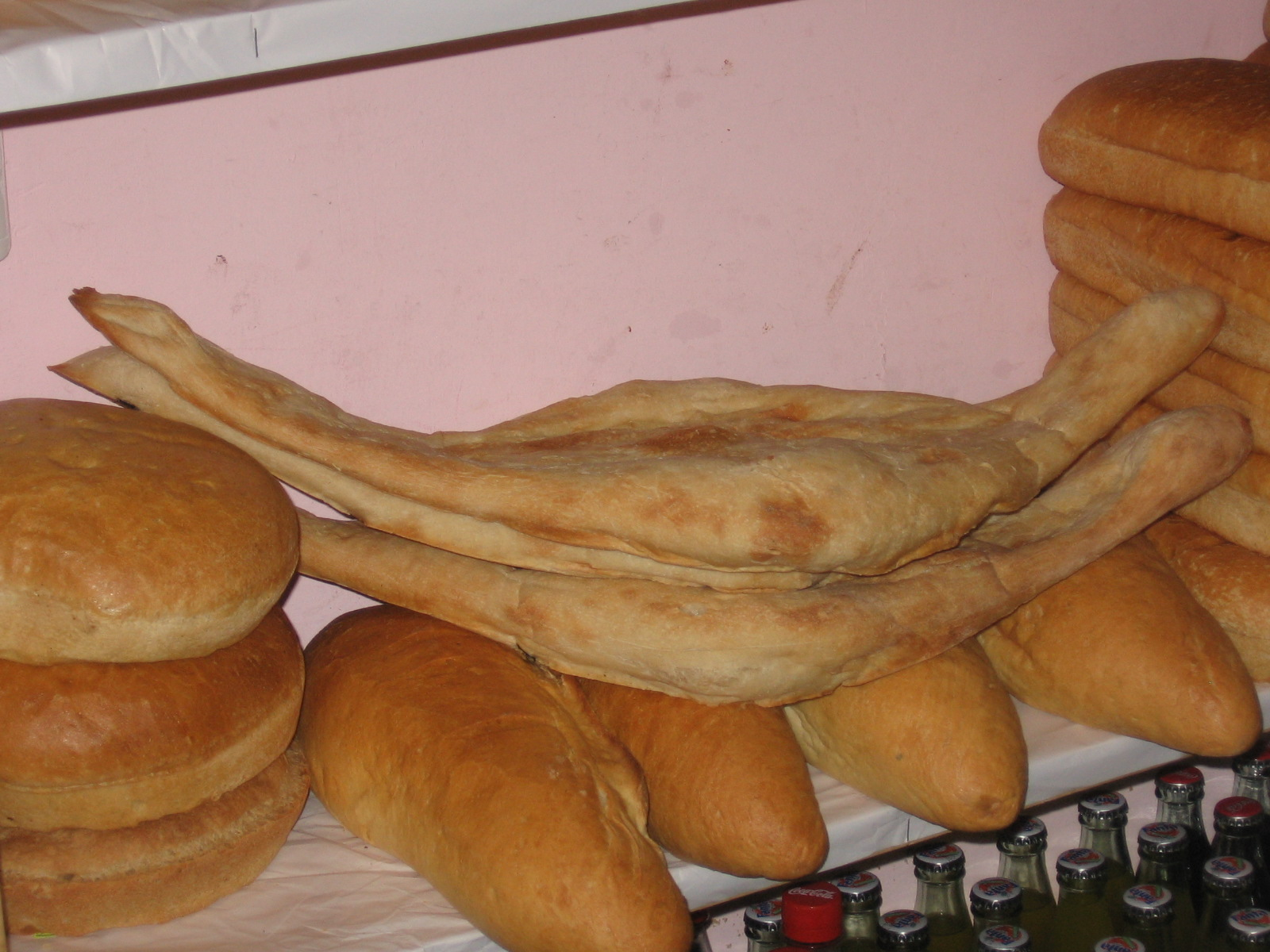
Georgiska Sjoti

Sjoti (georgiska: შოთი) är ett georgiskt bröd, gjort på mjöl, med formen som en kanot eller som en bumerang. Brödet får sin form vid tillverkningen, då det bakas i traditionella georgiska tandoor.